# Lista de barragens
Esta é uma lista das maiores barragens do mundo.

## Maiores Barragens do Mundo

### Em altura do dique
| Barragem         | Rio          | País        | Altura (m) | Compr. do coroamento (m) | Ano  | Tecnologia |
| ---------------- | ------------ | ----------- | ---------- | ------------------------ | ---- | ---------- |
| Rogun            | Vakhsh       | Tajiquistão | 335        | 660                      | 1985 | Aterro     |
| Jinping I        | Yalong Jiang | China       | 305        | 704                      | 1980 | Concreto   |
| Nurek            | Vakhsh       | Tajiquistão | 304        | 704                      | 1980 | Aterro     |
| Xiaowan          | Lancang      | China       | 292        | 900                      | 2008 | ?          |
| Grande Dixence   | Dixence      | Suíça       | 285        | 695                      | 1962 | ?          |
| Xiluodu 3        | Jinsha Jiang | China       | 273        | ?                        | 1962 | ?          |
| Vaiont           | Vaiont       | Itália      | 262        | 190                      | 1961 | Concreto   |
| Manuel M. Torres | Grijalva     | México      | 261        | 485                      | 1981 | ?          |

### Em Volume da Albufeira
| Barragem              | País           | Volume (milhares de metros cúbicos) | Ano           |
| --------------------- | -------------- | ----------------------------------- | ------------- |
| Syncrude Tailings     | Canadá         | 540 000                             | Em construção |
| Chapetón              | Argentina      | 296 200                             | Em construção |
| Pati                  | Argentina      | 238 180                             | Em construção |
| New Cornelia Tailings | Estados Unidos | 209 500                             | 1973          |
| Tarbela               | Paquistão      | 120 720                             | 1976          |
| Kambaratinsk          | Quirguistão    | 112 200                             | Em construção |

## Ver Também
- Lista das maiores usinas hidrelétricas do mundo